# Бартники (Мілицький повіт)
Бартники (пол. Bartniki) — село в Польщі, у гміні Мілич Мілицького повіту Нижньосілезького воєводства.
Населення — 310 осіб (2011).
У 1975-1998 роках село належало до Вроцлавського воєводства.

## Демографія
Демографічна структура станом на 31 березня 2011 року:
|          | Загалом | Допрацездатний вік | Працездатний вік | Постпрацездатний вік |
| -------- | ------- | ------------------ | ---------------- | -------------------- |
| Чоловіки | 166     | 30                 | 125              | 11                   |
| Жінки    | 144     | 26                 | 85               | 33                   |
| Разом    | 310     | 56                 | 210              | 44                   |